# サンチャゴ日本人学校
サンチャゴ日本人学校（サンチャゴにほんじんがっこう、スペイン語: Instituto de Enseñanza Japonesa インスティトゥート・デ・エンセニャンサ・ハポネサ）は、チリ共和国のサンティアゴ・デ・チレにある在チリ日本人のための初等、中等（中学校）教育を行う日本人学校。

## 沿革
- 1972年（昭和47年）11月 サンチャゴ日本語補習校開設
- 1980年（昭和55年）7月 教育委員会設立
- 1980年（昭和55年）11月 日本人学校設立準備委員会を設置
- 1981年（昭和56年）12月 日本人学校開設に関する日本政府の許可が決定
- 1982年（昭和57年）3月 サンチャゴ日本語補習校閉鎖、Sanfrancisco de Asis 505に校舎を移転
- 1982年（昭和57年）4月 サンチャゴ日本人学校開校、日本文化教育協会発足
- 1982年（昭和57年）11月 校章制定
- 1984年（昭和59年）4月 Vitacura 6980に校舎を移転
- 1987年（昭和62年）7月 サンチャゴ日本人学校校歌制定
- 1990年（平成2年）1月 日本文化教育財団設立
- 1991年（平成3年）2月 ロ・バルネチェア区La Dehesa通りに校舎を移転
- 1998年（平成10年）サンチャゴ日本人学校（旧）ホームページ開設（現在は新サイトに移転）
- 2001年（平成13年）創立２０周年
- 2004年（平成16年）小泉純一郎総理大臣（当時）の植樹式に本校児童が参加
- 2011年（平成23年）彬子女王が学校を視察
- 2020年（令和2年）新ホームページを開設